# Antoine Goffin
Marie Joseph Gérard Antoine Goffin (Velm, 5 april 1900 - 4 maart 1974) was een Belgisch volksvertegenwoordiger.

## Levensloop
Goffin promoveerde tot doctor in de geneeskunde (1924) aan de Katholieke Universiteit Leuven.
In 1950 werd hij verkozen tot PSC-volksvertegenwoordiger voor het arrondissement Hoei-Borgworm. Hij vervulde dit mandaat tot in 1958.